# The Songs That Built Rock Tour

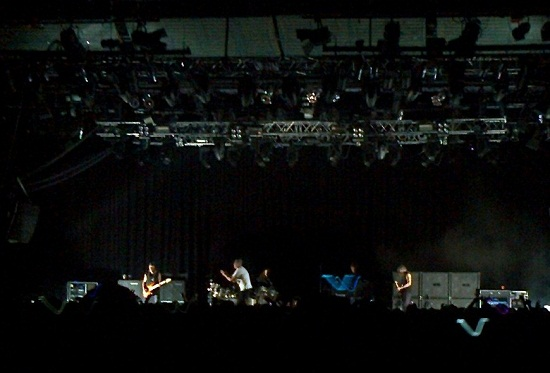
Deep Purple à Mendoza en Argentine.

The Songs That Built Rock Tour était une série de concerts donnés en 2011-2012 par le groupe de hard rock britannique Deep Purple.

## Organisation
Durant le tour, le groupe se déplaçait avec un orchestre à 38 membres. Il s'agissait également du premier passage de Deep Purple en Amérique du nord en quatre ans. Les concerts ont été organisés dans les plus grands stades mondiaux, tel que l'O2 Arena à Londres et les arènes de Vérone en Italie.

## Dates de la tournée
| Date                              | Ville                     | Pays             | Salle de concert                        |
| Amérique du nord                  | Amérique du nord          | Amérique du nord | Amérique du nord                        |
| --------------------------------- | ------------------------- | ---------------- | --------------------------------------- |
| 3 juin 2011                       | Orillia                   | Canada           | Casino Rama                             |
| 4 juin 2011                       | Québec                    | Canada           | Agora                                   |
| 6 juin 2011                       | Montréal                  | Canada           | Place des Arts                          |
| 7 juin 2011                       | Boston                    | États-Unis       | Wang Center                             |
| 8 juin 2011                       | Hartford                  | États-Unis       | Bushnell Center for the Performing Arts |
| 10 juin 2011                      | Holmdel                   | États-Unis       | PNC Bank Arts Center                    |
| 11 juin 2011                      | Atlantic City             | États-Unis       | Tropicana Casino Resort Atlantic City   |
| 12 juin 2011                      | Bethel                    | États-Unis       | Bethel Performing Arts Centre           |
| 14 juin 2011                      | New York                  | États-Unis       | Beacon Theatre                          |
| 15 juin 2011                      | New York                  | États-Unis       | Beacon Theatre                          |
| 17 juin 2011                      | Détroit                   | États-Unis       | Fox Theatre                             |
| 18 juin 2011                      | Illinois                  | États-Unis       | Ravinia                                 |
| 19 juin 2011                      | Minneapolis               | États-Unis       | Orpheum                                 |
| 23 juin 2011                      | Paradise                  | États-Unis       | Palms casino-resort                     |
| 24 juin 2011                      | Los Angeles               | États-Unis       | Greek Theatre                           |
| 25 juin 2011                      | Concord                   | États-Unis       | Concord Pavilion                        |
| Europe                            |                           |                  |                                         |
| 8 juillet 2011                    | Londres                   | Royaume-Uni      | Royal Albert Hall                       |
| 15 juillet 2011                   | Mayence                   | Allemagne        | Citadelle de Mayence                    |
| 16 juillet 2011                   | Montreux                  | Suisse           | Montreux Jazz Festival, Stravinski Hall |
| 18 juillet 2011                   | Vérone                    | Italie           | Arènes de Vérone                        |
| 20 juillet 2011                   | Gelsenkirchen             | Allemagne        | Amphitheatre                            |
| 22 juillet 2011                   | Künzelsau                 | Allemagne        | Schlosspark                             |
| 23 juillet 2011                   | Dresde                    | Allemagne        | Elbufer                                 |
| 24 juillet 2011                   | Słupsk                    | Pologne          | Dolina Charlotty                        |
| 27 juillet 2011                   | Vienne                    | France           | Theatre Antique                         |
| 29 juillet 2011                   | Tirlemont                 | Belgique         | Festival Suikerock                      |
| Amérique du sud                   |                           |                  |                                         |
| 4 octobre 2011                    | Belém                     | Brésil           | Cidade Folia                            |
| 7 octobre 2011                    | Fortaleza                 | Brésil           | Siara                                   |
| 8 octobre 2011                    | Nova Odessa               | Brésil           | Expo America                            |
| 10 octobre 2011                   | São Paulo                 | Brésil           | Via Funchal                             |
| 11 octobre 2011                   | Belo Horizonte            | Brésil           | Chevrolet Hall                          |
| 12 octobre 2011                   | Curitiba                  | Brésil           | Teatro Positivo                         |
| 14 octobre 2011                   | Rosario                   | Argentine        | Metropolitano                           |
| 15 octobre 2011                   | Buenos Aires              | Argentine        | Luna Park                               |
| 16 octobre 2011                   | Buenos Aires              | Argentine        | Luna Park                               |
| 18 octobre 2011                   | Córdoba                   | Argentine        | Orfeo Superdomo                         |
| 19 octobre 2011                   | Mendoza                   | Argentine        | Auditorio Angel Bustelo                 |
| 21 octobre 2011                   | Santiago                  | Chili            | Movistar Arena                          |
| 22 octobre 2011                   | Viña del Mar              | Chili            | Amphithéâtre de la Quinta Vergara       |
| 23 octobre 2011                   | Temuco                    | Chili            | Gimnasio Olimpico UFRO                  |
| 25 octobre 2011                   | Concepción                | Chili            | Coliseo Monumental La Tortuga           |
| 28 octobre 2011                   | Quito                     | Équateur         | Agora                                   |
| Europe                            |                           |                  |                                         |
| 26 novembre 2011                  | Glasgow                   | Royaume-Uni      | SECC                                    |
| 27 novembre 2011                  | Birmingham                | Royaume-Uni      | LG Arena                                |
| 29 novembre 2011                  | Manchester                | Royaume-Uni      | MEN Arena                               |
| 30 novembre 2011                  | Londres                   | Royaume-Uni      | O2 Arena                                |
| 2 décembre 2011                   | Arnhem                    | Pays-Bas         | GelreDome                               |
| 3 décembre 2011                   | Halle (Westf.)            | Allemagne        | Gerry-Weber-Stadion                     |
| 4 décembre 2011                   | Schwerin                  | Allemagne        | Palais des sports et des congrès        |
| 7 décembre 2011                   | Helsinki                  | Finlande         | Hartwall Arena                          |
| 9 décembre 2011                   | Stockholm                 | Suède            | Hovet                                   |
| 10 décembre 2011                  | Gothenburg                | Suède            | Scandinavium                            |
| 13 décembre 2011                  | Oslo                      | Norvège          | Oslo Spektrum                           |
| 15 décembre 2011                  | Horsens                   | Danemark         | Forum Horsens                           |
| Canada (Smoke on the Nation Tour) |                           |                  |                                         |
| 2 février 2012                    | Saint-Jean de Terre-Neuve | Canada           | Mile One Stadium                        |
| 4 février 2012                    | Moncton                   | Canada           | Casino Nouveau-Brunswick                |
| 5 février 2012                    | Halifax                   | Canada           | Scotiabank Centre                       |
| 6 février 2012                    | Moncton                   | Canada           | Casino Nouveau-Brunswick                |
| 8 février 2012                    | Ottawa                    | Canada           | Ottawa Civic Centre                     |
| 9 février 2012                    | Kingston                  | Canada           | K-Rock Centre                           |
| 11 février 2012                   | London                    | Canada           | John Labatt Centre                      |
| 12 février 2012                   | Toronto                   | Canada           | Massey Hall                             |
| 13 février 2012                   | Halmilton                 | Canada           | Hamilton Place Theatre                  |
| 15 février 2012                   | Winnipeg                  | Canada           | MTS Centre                              |
| 16 février 2012                   | Regina                    | Canada           | Brandt Centre                           |
| 17 février 2012                   | Saskatoon                 | Canada           | TCU Place                               |
| 19 février 2012                   | Calgary                   | Canada           | Southern Alberta Jubilee Auditorium     |
| 21 février 2012                   | Edmonton                  | Canada           | Rexall Place                            |
| 23 février 2012                   | Prince George             | Canada           | CN Centre                               |
| 25 février 2012                   | Victoria                  | Canada           | Save-On-Foods Memorial Centre           |
| 26 février 2012                   | Vancouver                 | Canada           | Queen Elizabeth Theatre                 |
| Europe                            |                           |                  |                                         |
| 24 octobre 2012                   | Iekaterinbourg            | Russie           | DIVS Arena                              |
| 27 octobre 2012                   | Saint-Pétersbourg         | Russie           | Palais de glace                         |
| 28 octobre 2012                   | Moscou                    | Russie           | Stade olympique                         |
| 30 octobre 2012                   | Krasnodar                 | Russie           | Arena                                   |
| 2 novembre 2012                   | Kiev                      | Ukraine          | Palais des sports                       |
| 8 novembre 2012                   | Esch-sur-Alzette          | Luxembourg       | Rockhal                                 |
| 9 novembre 2012                   | Grenoble                  | France           | Palais des sports                       |
| 11 novembre 2012                  | Saint-Herblain            | France           | Le Zénith                               |
| 12 novembre 2012                  | Caen                      | France           | Le Zénith                               |
| 13 novembre 2012                  | Paris                     | France           | Zénith de Paris-La Villette             |
| 15 novembre 2012                  | Cologne                   | Allemagne        | Lanxess Arena                           |
| 16 novembre 2012                  | Brême                     | Allemagne        | Halle 7                                 |
| 17 novembre 2012                  | Hanovre                   | Allemagne        | AWD Hall                                |
| 20 novembre 2012                  | Kiel                      | Allemagne        | Sparkassen-Arena                        |
| 22 novembre 2012                  | Francfort-sur-le-Main     | Allemagne        | Festhalle Frankfurt                     |
| 23 novembre 2012                  | Oberhausen                | Allemagne        | König Pilsener Arena                    |
| 24 novembre 2012                  | Hambourg                  | Allemagne        | O2 World                                |
| 26 novembre 2012                  | Leipzig                   | Allemagne        | Arena Leipzig                           |
| 27 novembre 2012                  | Berlin                    | Allemagne        | O2 World                                |
| 29 novembre 2012                  | Augsbourg                 | Allemagne        | Schwabenhalle                           |
| 30 novembre 2012                  | Munich                    | Allemagne        | Olympiahalle                            |
| 1er décembre 2012                 | Stuttgart                 | Allemagne        | Hanns-Martin-Schleyer-Halle             |
| 3 décembre 2012                   | Bruxelles                 | Belgique         | Forest National                         |
| 4 décembre 2012                   | Amsterdam                 | Pays-Bas         | Ziggo Dome                              |
| 6 décembre 2012                   | Toulouse                  | France           | Le Zénith                               |
| 7 décembre 2012                   | Mâcon                     | France           | Le Spot                                 |
| 8 décembre 2012                   | Berne                     | Suisse           | Bern Expo                               |
| 10 décembre 2012                  | Clermont-Ferrand          | France           | Le Zénith                               |